# Košnica, Šentjur
Košnica este o localitate din comuna Šentjur, Slovenia, cu o populație de 101 locuitori.